# Euproctis brachycera
Euproctis brachycera är en fjärilsart som beskrevs av Collenette 1938. Euproctis brachycera ingår i släktet Euproctis och familjen tofsspinnare. Inga underarter finns listade i Catalogue of Life.